# Diego Chambers
Diego Chambers (nacido en el siglo XX) es un actor y modelo canadiense conocido por las películas Conspiración de silencio (1991) Johnny Mnemonic (1995) y Socios del crimen (2003).

## Vida y carrera
Empezó su carrera con la miniserie Conspiración de silencio (1991), que fue un éxito internacional, lo que le posibilitó en participar en otras películas como Johnny Mnemonic (1995). También le permitió aparecer en varias series de televisión en papeles secundarios
Terminó su carrera como actor en el 2003.

## Filmografía (Selección)

### Películas
- 1995: Johnny Mnemonic
- 1996: Gridlock (Película para televisión)
- 1999: Familia de policías 3 (Family of Cops III: Under Suspicion)
- 2002: Veredicto de sangre (Película para televisión)
- 2003: Socios del crimen (Crime Spree)

### Series
- 1991–1991: Conspiración del silencio (Conspiracy of silence; miniserie)
- 1993–1997: Kung Fu: La leyenda continúa (2 episodios)
- 1997–2002: Lexx
- 1997–2002: La tierra: conflicto final (Earth: Final Conflict)